# Фидеизм
Фидеизм (от лат. fidēs — вера) — философское учение, утверждающее главенство веры над разумом и основывающееся на простом убеждении в истинах откровения.
Философское обоснование фидеизма чаще всего приписывают пяти мыслителям: Монтеню, Паскалю, Кьеркегору, Уильяму Джеймсу и Витгенштейну; причём их оппоненты употребляют термин «фидеизм» с негативным оттенком, однако философские идеи и труды этих мыслителей не дают достаточных оснований для этого. Существует множество разновидностей фидеизма, из-за того, что различные конфессии и школы не одинаково воспринимают роль веры и разума в богопознании.
Фидеисты считают, что наука ищет лишь знание фактов, вторичных (физических) причин, но не способна раскрыть первичные (сверхъестественные) причины, объяснить более глубокие источники бытия. Фидеистское учение о границах знания ставит перед собой цель полностью лишить науку широкого мировоззренческого, методологического значения. Последователи фидеизма говорят, что только религия даёт подлинное объяснение принципам существования и назначения мироздания, придает смысл жизни человека, наука же всегда предоставляет лишь некоторые средства для осуществления этой цели.